# Tỉnh tự trị Do Thái
Tỉnh tự trị Do Thái (tiếng Nga: Евре́йская автоно́мная о́бласть, Yevreyskaya avtonomnaya oblast; tiếng Yid: ייִדישע אווטאָנאָמע געגנט, yidishe avtonome gegnt) là một chủ thể liên bang của Nga (một tỉnh tự trị) nằm ở Viễn Đông Nga, giáp với vùng Khabarovsk và tỉnh Amur của Nga và tỉnh Hắc Long Giang của Trung Quốc. Trung tâm hành chính của tỉnh tự trị là thị trấn Birobidzhan. Theo điều tra năm 2010, dân số tỉnh tự trị Do Thái là 176.558 người.
Chính quyền Liên Xô đã thành lập tỉnh tự trị vào năm 1934. Việc này là kết quả của chính sách dân tộc dưới thời Joseph Stalin, theo đó cung cấp cho người Do Thái tại Liên Xô một lãnh thổ rộng lớn nhằm tiếp tục duy trì di sản văn hóa Yiddish (Do Thái). Theo điều tra dân số năm 1939, có 17.695 người Do Thái sinh sống trong khu vực (chiếm 16% tổng dân số). Số người Do Thái lên đến đỉnh điểm vào năm 1948 với khoảng 30.000, tức khoảng một phần tư tổng dân số của tỉnh tự trị. Tuy nhiên, đến năm 2010, chỉ còn 1.628 (1% tổng dân số) người sinh sống tại tỉnh tự trị Do Thái là người Do Thái.

## Lịch sử
Khu vực tỉnh tự trị Do Thái đã sáp nhập vào lãnh thổ đế quốc Nga vào năm 1858 theo Điều ước Aigun giữa đế quốc Nga và nhà Thanh. Tháng 12 năm 1858, chính quyền Nga đã cho phép hình thành đơn vị hành chính Cossack Amur để bảo vệ biên giới đông nam của Siberi cũng như quản lý việc giao thông liên lạc trên sông Amur và sông Ussuri. Đơn vị thuộc địa quân sự này bao gồm những người định cư đến từ Ngoại Baikal. Trong những năm 1858–82, 63 khu định cư đã được hình thành; năm 1857 có Radde; năm 1858 có Pashkovo, Pompeyevka, Puzino, Yekaterino-Nikolskoye, Mikhailo-Semyonovskoye, Voskresenovka, Petrovskoye, and Ventzelevo; năm 1860 có Storozhevoye, Soyuznoye, and Golovino; sau đó là các khu định cư Babstovo, Bidzhan, và Bashurovo. Các cuộc thám hiểm của những nhà khoa học — bao gồm các nhà địa lý học, dân tộc học, tự nhiên học, và thực vật học như Venyukov, Schrenck, Maksimovich, Radde, và Komarov - đã thúc đẩy sự phát triển của vùng lãnh thổ mới.

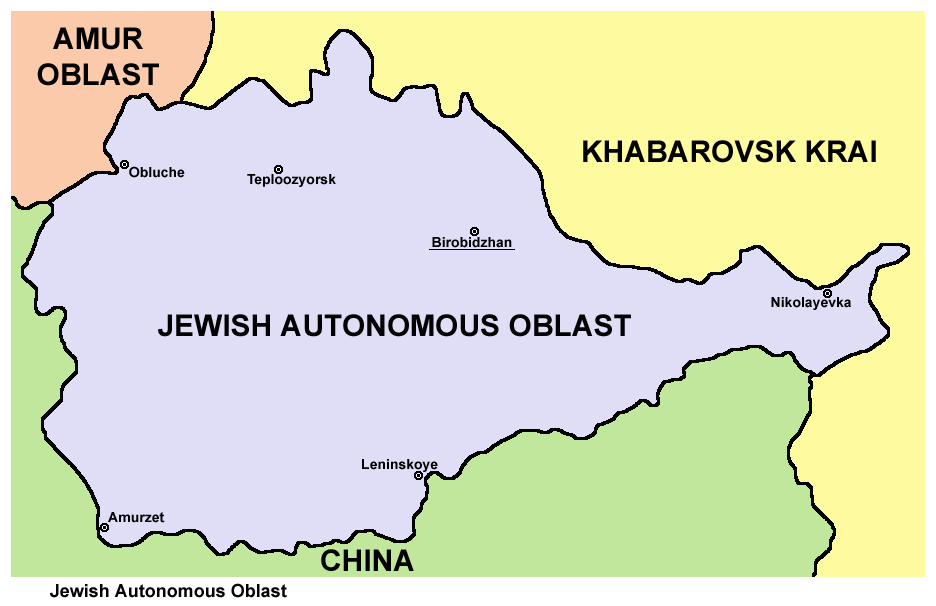
Tỉnh tự trị Do Thái với trung tâm hành chính Birobidzhan được đánh dấu

Việc kiến thiết bắt đầu vào thập niên 1890 khi chính quyền Nga xây dựng đoạn đường sắt kết nối Chita và Vladivostok đi qua địa phận khu vực mà nay là tỉnh tự trị Do Thái. Dự án này đã tạo nên một làn sóng những người định cư mới và hình thành nên các khu định cư mới. Năm 1908, đã xuất hiện các ga Volochayevka, Obluchye, và Bira; năm 1910, đã xuất hiện các ga Birakan, Londoko, và In; năm 1912, xuất hiện ga Tikhonkaya. Việc xây dựng tuyến đường sắt đã hoàn thành vào tháng 10 năm 1916 với việc khai thông cầu Khabarovsk 2.590 mét (8.500 ft) bắc qua sông Amur tại Khabarovsk. Trong thời kỳ trước Cách mạng Tháng Mười, hầu hết các cư dân địa phương là nông dân. Cơ sở công nghiệp suy nhất là xưởng gỗ Tungussky, bên cạnh đó, người ta cũng khai thác vàng ở khu vực sông Sutara, và một số phân xưởng đường sắt nhỏ. Trong Nội chiến Nga, vùng lãnh thổ mà nay là tỉnh tự trị Do Thái đã diễn ra các trận chiến ác liệt. Kinh tế bị suy giảm, song nó đã được phục hồi vào năm 1926 và 1927.
Ngày 28 tháng 3 năm 1928, đoàn Chủ tịch của Ủy ban Chấp hành Trung ương Liên Xô đã thông qua nghị định về việc giành một lãnh thổ gần sông Amur ở Viễn Đông cho những người lao động Do Thái. Nghị định có nghĩa là "một khả năng về việc thành một đơn vị hành chính lãnh thổ của người Do Thái.
Ngày 20 tháng 8 năm 1930, Ủy ban Chấp hành Trung ương của Cộng hòa Xã hội chủ nghĩa Xô viết Liên bang Nga đã phê chuẩn nghị định "Về việc thành lập khu vực quốc gia Birobidzhan trong cấu trúc của Lãnh thổ Viễn Đông". Ủy ban Kế hoạch Nhà nước đã xem khu vực quốc gia Birobidzhan là một đơn vị kinh tế riêng biệt. Cơ quan Thực dân hóa người Do Thái tại Liên Xô, một cơ quan Do Thái cộng sản tại Bắc Mỹ, đã thành công trong việc khuyến khích một số cư dân Hoa Kỳ di cư đến khu vực này, chẳng hạn như gia đình của George Koval, họ đến vào năm 1932.

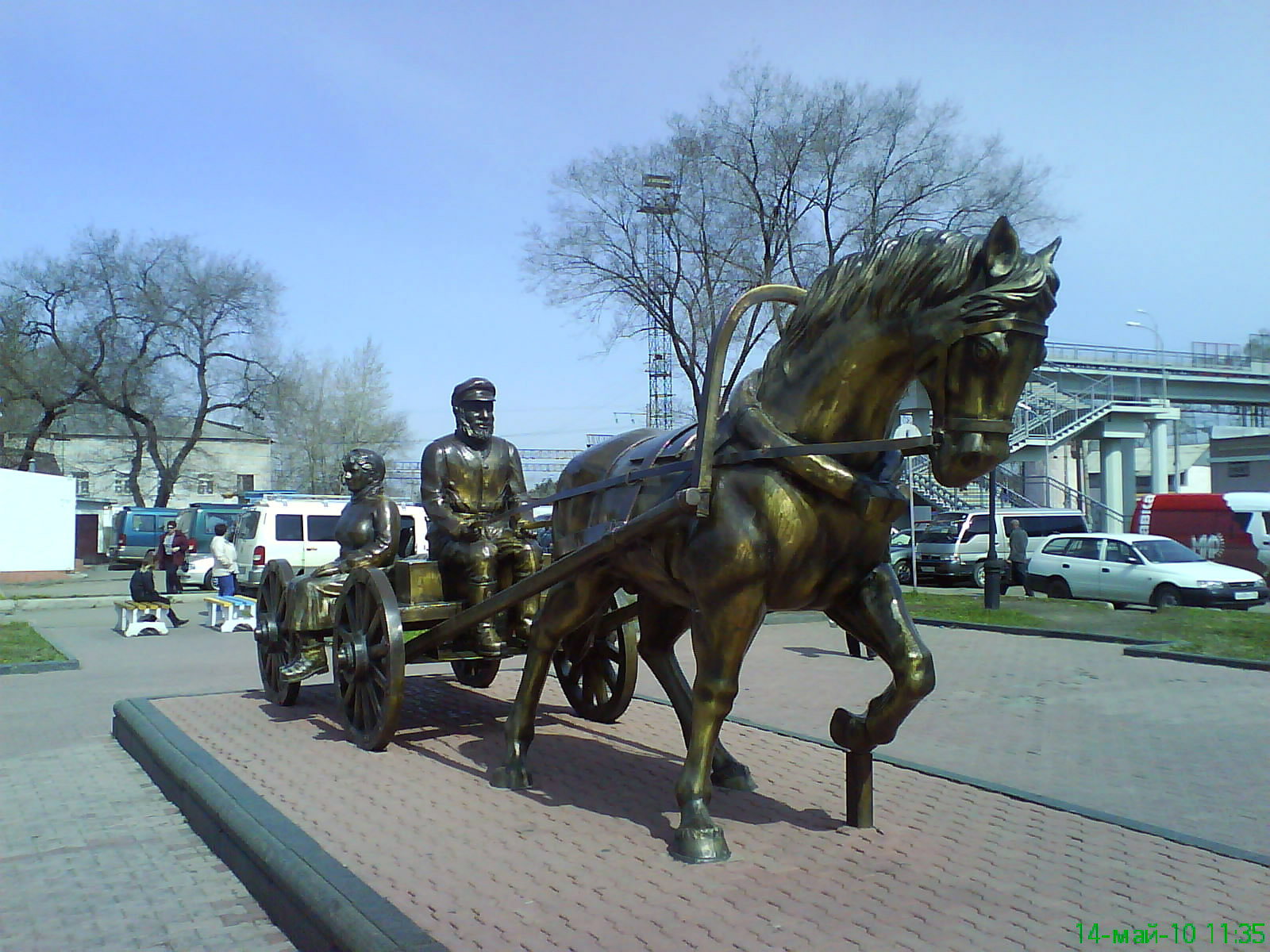
Tượng những người định cư tại ga Birobidzhan.

Vào ngày 7 tháng 5 năm 1934, đoàn Chủ tịch của Ủy ban Chấp hành Trung ương đã thông qua nghị định về việc chuyển khu vực thành tỉnh tự trị Do Thái trong thành phần Liên bang Nga. Năm 1938, với việc thành lập Lãnh thổ Khabarovsk, tỉnh tự trị Do Thái (JAR) trở thành một bộ phận trong cấu trúc của đơn vị hành chính này.
Theo chính sách dân tộc của Joseph Stalin, mỗi một dân tộc hình thành nên Liên Xô sẽ nhận được một vùng lãnh thổ để duy trì quyền tự chủ về văn hóa trong một khuôn khổ xã hội chủ nghĩa. Theo quan điểm đó, việc thành lập tỉnh tự trị Do Thái cũng giúp đối phó với hai mối đe dọa cho nhà nước Xô viết:
1. Do Thái giáo, có xu hướng chống lại chính sách vô thần quốc gia
2. Chủ nghĩa phục quốc Do Thái — ủng hộ cho một nhà nước dân tộc Do Thái tại Palestine — đối nghịch với quan điểm của Liên Xô về chủ nghĩa dân tộc

Liên Xô dự tính sẽ lập ra một "Zion Liên Xô" mới, nơi một văn hóa Do Thái vô sản có thể phát triển. Tiếng Yiddish, chứ không phải là tiếng Hebrew, sẽ là ngôn ngữ quốc gia, và một nền văn học nghệ thuật xã hội chủ nghĩa mới sẽ thay thế tôn giáo để trở thành biểu hiện chính của văn hóa Do Thái.
Khi số dân Do Thái tăng lên, nó đã tác động đến văn hóa Yiddish tại khu vực. Những người định cư đã thiết lập nên một tờ báo tiếng Yiddish, Birobidzhaner Shtern (tiếng Nga: Биробиджанер Штерн; tiếng Yiddish: ביראָבידזשאַנער שטערן, "Ngôi sao của Birobidzhan"); một đoàn ca kịch đã được thành lập; và các đường phố được xây dựng được đặt theo tên của các tác giả Yiddish nổi tiếng như Sholom Aleichem và Y. L. Peretz. Tiếng Yiddish được ủng hộ một cách có chủ ý nhằm tạo một nền tảng cho các nỗ lực nhằm thế tục hóa những người Do Thái, song điều này đã chấm dứt sau đó, Birobidzhaner Shtern tiếp tục phát hành với một phần bằng tiếng Yiddish.

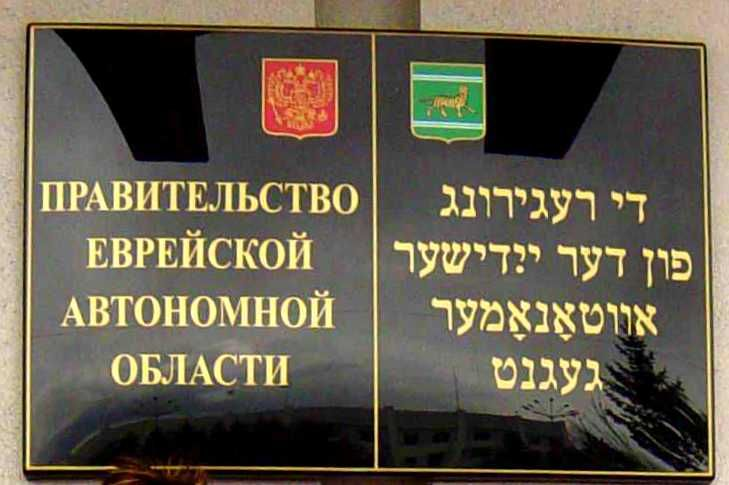
Biển hiệu tại trụ sở chính quyền tỉnh tự trị Do Thái (được viết bằng cả tiếng Nga và tiếng Yiddish.

Valdgeym, một khu định cư Do Thái thuộc tỉnh tự trị Do Thái, đã hình thành ngay từ năm 1928 và hình thành nên hợp tác xã nông nghiệp đầu tiên tại tỉnh. Năm 1980, một trường học Yiddish đã được mở tại khu định cư. Amurzet cũng có một lịch sử định cư Do Thái. Trong giai đoạn từ 1929 đến 1939, làng này là trung tâm của các khu định cư Do Thái ở phía nam của Birobidzhan.. Nhiều hậu duệ của những người định cư ban đầu đã dời bỏ ngôi làng của họ. Những người còn ở lại Amurzet, đặc biệt là những người có thân nhân tại Israel, đang học về truyền thống và gốc rễ của người Do Thái.
Cuộc thử nghiệm Birobidzhan đã dừng lại vào giữa thập niên, trong các chiến dịch đại thanh trừng đầu tiên của Stalin. Chính quyền Liên Xô đã bắt giữ và hành quyết các lãnh đạo Do Thái, và các trường học Yiddish đã bị đóng cửa. Ngay sau đó, Chiến tranh thế giới thứ hai đã kết thúc nỗ lực nhằm đưa người Do Thái đến phía đông. Sau khi chiến tranh kết thúc vào năm 1945, ý tưởng biến Birobidzhan thành một nơi sinh sống tiềm năng cho những người tị nạn Do Thái lại hồi sinh.
Năm 1991, tỉnh tự trị Do Thái chuyển từ trực thuộc vùng Khabarovsk sang trực thuộc trực tiếp liên bang, song đó cũng là khoảng thời gian mà hầu hết người Do Thái đã ra đi và số người Do Thái còn ở lại chỉ còn chiếm ít hơn 2% dân số địa phương. Tuy vậy, tiếng Yiddish lại một lần nữa được giảng dạy trong trường học, một đài phát thanh tiếng Yiddish đang hoạt động.

## Địa lý

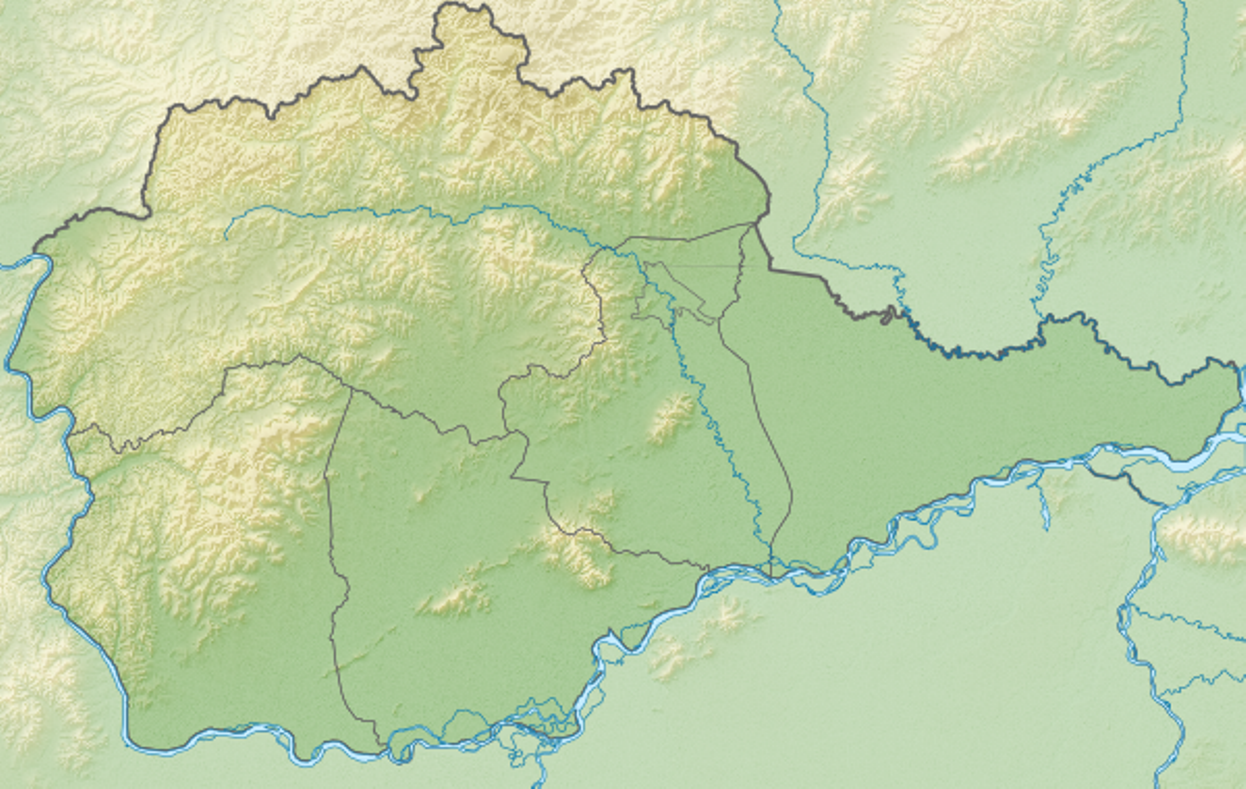
Bản đồ địa hình tỉnh tự trị Do Thái

Tỉnh tự trị Do Thái là nơi có điều kiện tự nhiên và khí hậu thiện lợi tại vùng Viễn Đông Nga. Một nửa diện tích tỉnh tự trị Do Thái là vùng núi, vùng đồng bằng nằm ở phía nam và phía đông. Khí hậu tỉnh tự trị Do Thái thuộc đới ôn đới gió mùa, mùa đông có ít tuyết và lạnh (nhiệt độ trung bình dao động từ -21 °C ở cực nam đến -26° ở vùng núi), mùa hè ấm và ẩm. Trong năm, vùng đồng bằng có lượng mưa bính quân 450–500 mm, với khoảng 75% lượng mưa xuất hiện trong khoảng thời gian giữa tháng 5 và tháng 9. Lưu vực các sông Amur, Bira, Bidzhan có nhiều loài cá với các cánh rừng rộng lớn.

## Giáo dục
Đại học Quốc gia Do Thái Birobidzhan hoạt động với sự phối hợp cùng với cộng đồng Do Thái tại Birobidzhan. Đây là trường đại học duy nhất tại Viễn Đông Nga sử dụng tiếng Hebrew, các bản văn ngôn ngữ và lịch sử Do Thái cổ điển làm cơ sở cho việc nghiên cứu giảng dạy.
Trong những năm gần đây, tỉnh tự trị Do Thái đã nâng cao sự quan tâm đến bản sắc Do Thái. Các học sinh và sinh viên sẽ được học tiếng Hebrew và Yiddish tại một trường Do Thái và tại Đại học Quốc gia Do Thái Birobidzhan. Năm 1989, trung tâm Do Thái đã được thành lập ở trường Chủ nhật, nơi trẻ em sẽ được học tiếng Yiddish, các điệu múa dân gian Do Thái, và ghi nhớ các mốc sự kiện trong lịch sử của Israel. Chính quyền Israel đã giúp đỡ về kinh phí cho chương trình.

## Nhân khẩu
|                    | 1939 (người) | %       | 1959 (người) | %       | 1979 (người) | %       | 1989 (người) | %      | 2002 (người) | % tổng số | % số người cung cấp thông tin | 2010 (người) | % tổng số | % số người cung cấp thông tin |
| ------------------ | ------------ | ------- | ------------ | ------- | ------------ | ------- | ------------ | ------ | ------------ | --------- | ----------------------------- | ------------ | --------- | ----------------------------- |
| Tổng               | 108938       | 100,00% | 162856       | 100,00% | 188710       | 100,00% | 215937       | 100,0% | 190915       | 100,00%   |                               | 176558       | 100,00%   |                               |
| người Nga          | 75093        | 68,93%  | 127281       | 78,16%  | 158765       | 84,13%  | 178087       | 82,5%  | 171697       | 89,93%    | 90,08%                        | 160185       | 90,73%    | 92,74%                        |
| người Ukraina      | 9933         | 9,12%   | 14425        | 8,86%   | 11870        | 6,29%   | 15921        | 7,4%   | 8483         | 4,44%     | 4,45%                         | 4871         | 2,76%     | 2,82%                         |
| người Do Thái      | 17695        | 16,24%  | 14269        | 8,76%   | 10163        | 5,39%   | 8887         | 4,1%   | 2327         | 1,22%     | 1,22%                         | 1628         | 0,92%     | 0,94%                         |
| người Tatar        | 994          | 0,91%   | 1293         | 0,79%   | 1456         | 0,77%   |              |        | 1196         | 0,63%     | 0,63%                         | 879          | 0,50%     | 0,51%                         |
| người Belarus      | 1400         | 1,29%   | 1578         | 0,97%   | 1789         | 0,95%   |              |        | 1182         | 0,62%     | 0,62%                         | 717          | 0,41%     | 0,42%                         |
| người Azerbaijan   | 21           | 0,02%   |              |         | 115          | 0,06%   |              |        | 594          | 0,31%     | 0,31%                         | 655          | 0,37%     | 0,38%                         |
| người Moldova      | 25           | 0,02%   | 73           | 0,04%   | 254          | 0,13%   |              |        | 672          | 0,35%     | 0,35%                         | 447          | 0,25%     | 0,26%                         |
| người Triều Tiên   | 3            | 0,00%   | 239          | 0,15%   | 346          | 0,18%   |              |        | 402          | 0,21%     | 0,21%                         | 352          | 0,20%     | 0,20%                         |
| người Armenia      | 34           | 0,03%   | 53           | 0,03%   | 93           | 0,05%   |              |        | 282          | 0,15%     | 0,15%                         | 311          | 0,18%     | 0,18%                         |
| người Đức          | 212          | 0,19%   | 414          | 0,25%   | 398          | 0,21%   |              |        | 453          | 0,24%     | 0,24%                         | 247          | 0,14%     | 0,14%                         |
| người Mordvin      | 1835         | 1,68%   | 1446         | 0,89%   | 844          | 0,45%   |              |        | 401          | 0,21%     | 0,21%                         | 179          | 0,10%     | 0,10%                         |
| người Chuvash      | 430          | 0,39%   | 434          | 0,27%   | 427          | 0,23%   |              |        | 320          | 0,17%     | 0,17%                         | 171          | 0,10%     | 0,10%                         |
| người Tajik        | 4            | 0,00%   |              |         | 23           | 0,01%   |              |        | 128          | 0,07%     | 0,07%                         | 163          | 0,09%     | 0,09%                         |
| người Uzbek        | 41           | 0,04%   |              |         | 138          | 0,07%   |              |        | 156          | 0,08%     | 0,08%                         | 137          | 0,08%     | 0,08%                         |
| người Bashkir      | 175          | 0,16%   | 182          | 0,11%   | 332          | 0,18%   |              |        | 188          | 0,10%     | 0,10%                         | 115          | 0,07%     | 0,07%                         |
| người Yakut        | 3            | 0,00%   |              |         | 105          | 0,06%   |              |        | 95           | 0,05%     | 0,05%                         | 99           | 0,06%     | 0,06%                         |
| người Di-gan       | 9            | 0,01%   |              |         | 59           | 0,03%   |              |        | 132          | 0,07%     | 0,07%                         | 95           | 0,05%     | 0,06%                         |
| người Nanai        | 4            | 0,00%   | 74           | 0,05%   | 111          | 0,06%   |              |        | 76           | 0,04%     | 0,04%                         | 95           | 0,05%     | 0,06%                         |
| người Kazakh       | 98           | 0,09%   | 69           | 0,04%   | 143          | 0,08%   |              |        | 94           | 0,05%     | 0,05%                         | 86           | 0,05%     | 0,05%                         |
| người Ba Lan       | 229          | 0,21%   | 221          | 0,14%   | 189          | 0,10%   |              |        | 146          | 0,08%     | 0,08%                         | 84           | 0,05%     | 0,05%                         |
| người Hán          | 6            | 0,01%   | 82           | 0,05%   | 36           | 0,02%   |              |        | 102          | 0,05%     | 0,05%                         | 84           | 0,05%     | 0,05%                         |
| người Buryat       | 29           | 0,03%   |              |         | 33           | 0,02%   |              |        | 50           | 0,03%     | 0,03%                         | 71           | 0,04%     | 0,04%                         |
| người Udmurt       | 113          | 0,10%   | 62           | 0,04%   | 103          | 0,05%   |              |        | 88           | 0,05%     | 0,05%                         | 70           | 0,04%     | 0,04%                         |
| người Kyrgyz       | 7            | 0,01%   |              |         | 10           | 0,01%   |              |        | 23           | 0,01%     | 0,01%                         | 66           | 0,04%     | 0,04%                         |
| người Mari         | 47           | 0,04%   | 59           | 0,04%   | 120          | 0,06%   |              |        | 103          | 0,05%     | 0,05%                         | 63           | 0,04%     | 0,04%                         |
| người Evenk        | 9            | 0,01%   |              |         | 51           | 0,03%   |              |        | 72           | 0,04%     | 0,04%                         | 63           | 0,04%     | 0,04%                         |
| người Gruzia       | 59           | 0,05%   | 34           | 0,02%   | 72           | 0,04%   |              |        | 69           | 0,04%     | 0,04%                         | 62           | 0,04%     | 0,04%                         |
| người Ossetia      | 43           | 0,04%   |              |         | 44           | 0,02%   |              |        | 76           | 0,04%     | 0,04%                         | 61           | 0,03%     | 0,04%                         |
| người Litva        | 13           | 0,01%   | 65           | 0,04%   | 74           | 0,04%   |              |        | 75           | 0,04%     | 0,04%                         | 51           | 0,03%     | 0,03%                         |
|                    |              |         |              |         |              |         |              |        |              |           |                               |              |           |                               |
| người Nivkh        |              |         |              |         | 30           | 0,02%   |              |        | 32           | 0,02%     | 0,02%                         | 24           | 0,01%     | 0,01%                         |
| người Ulch         |              |         |              |         | 22           | 0,01%   |              |        | 27           | 0,01%     | 0,01%                         | 19           | 0,01%     | 0,01%                         |
| người Even (Lamut) | 6            | 0,01%   |              |         | 17           | 0,01%   |              |        | 6            | 0,00%     | 0,00%                         | 12           | 0,01%     | 0,01%                         |
| người Udege        | 1            | 0,00%   |              |         | 16           | 0,01%   |              |        | 10           | 0,01%     | 0,01%                         | 8            | 0,00%     | 0,00%                         |
| Khác               | 344          | 0,32%   | 503          | 0,31%   | 462          | 0,24%   | 13042        | 6,0%   | 842          | 0,44%     | 0,44%                         | 556          | 0,31%     | 0,32%                         |
| Cung cấp thông tin | 108915       | 99,98%  | 162856       | 100,00% | 188710       | 100,00% |              |        | 190599       | 99,83%    | 100,00%                       | 172726       | 97,83%    | 100,00%                       |
| Không cung cấp     | 23           | 0,02%   | 0            | 0,00%   | 0            | 0,00%   |              |        | 316          | 0,17%     |                               | 3832         | 2,17%     |                               |

## Hành chính

Hành chính Tỉnh tự trị Do Thái

- Birobidzhan
- Birobidzhansky
- Leninsky
- Obluchensky
- Oktyabrsky
- Smidovichsky

## Kinh tế
Tỉnh tự trị Do Thái thuộc Vùng kinh tế Viễn Đông; tỉnh có một ngành công nghiệp và nông nghiệp phát triển tốt cùng một mạng lưới giao thông dày đặc. Tỉnh tự trị Do Thái có vị thế là một khu kinh tế tự do nhằm tăng cơ hội để phát triển kinh tế. Tỉnh giàu tài nguyên khoáng sản, tài nguyên vật liệu xây dựng, là một nguồn cung lớn cho thị trường Nga. Luyện kim màu, đúc kim loại, vật liệu xây dựng, gỗ thô, mộc, công nghiệp thực phẩm là các lĩnh vực công nghiệp phát triển nhất tại tỉnh tự trị Do Thái.
Nông nghiệp là một lĩnh vực kinh tế chính của tỉnh tự trị Do Thái nhờ có những vùng đất đai màu mỡ và khí hậu ẩm.

## Giao thông
Mạng lưới giao thông của tỉnh tự trị Do Thái gồm có 530 km đường sắt, trong đó có đường sắt xuyên Siberia; 600 km đường thủy dọc theo Amur; và 1900 km đường bộ, bao gồm 1600 km đường đã trải. Tuyến đường quan trọng nhất trên địa bàn tỉnh Amur là đường cao tốc vùng Khabarovsk-Birobidzhan-Obluchye-Amur với dịch vụ phà qua Amur. Sân bay Zhelty Yar nằm ở trung tâm của vùng, giúp kết nối Birobidzhan với Khabarovsk và trung tâm các huyện xa. Cũng có kế hoạch về việc mở tuyến bay quốc tế giữa Birobidzhan và Giai Mộc Tư tại Trung Quốc.